# Дедиловичі
Дедиловичі (біл. вёска Дзедзелавічы) — село в складі Борисовського району Мінської області, Білорусь. Село підпорядковане Мстижській сільській раді, розташоване в північно-східній частині області.